# ماركوس بورغهاردت
ماركوس بورغهاردت (بالألمانية: Marcus Burghardt) مواليد 30 يونيو 1983 في تشوباو، ألمانيا، هو دراج ألماني في صنف سباق الدراجات على الطريق.

## سجل النتائج

### سباقات أو مراحل فاز بها
- طواف فرنسا
- طواف سويسرا

## وصلات خارجية
- الموقع الرسمي

## روابط خارجية
- ماركوس بورغهاردت على موقع الاتحاد الدولي للدراجات (الإنجليزية)
- ماركوس بورغهاردت على موقع أرشيف الدراجات (الإنجليزية)
- ماركوس بورغهاردت على موقع إحصائيات الدراجات الإحترافية (الإنجليزية)
- ماركوس بورغهاردت على موقع نسبة الدراجات (الإنجليزية)
- ماركوس بورغهاردت على موقع CycleBase (الإنجليزية)